# Joachim Björklund
Joachim Björklund (Växjö, 15 de març de 1971) és un exfutbolista suec, que ocupava la posició de defensa.

## Trajectòria
Després de començar a l'Östers i al Brann, el 1993 fitxa per l'IFK Göteborg. Amb l'equip suec aconsegueix una important victòria davant el Manchester United FC a la Copa d'Europa 94/95. Al final de la següent temporada, va ser transferit a la Vicenza i després al Rangers FC, on va guanyar la lliga escocesa. El 1998 fitxa pel València CF per 2,5 milions de lliures esterlines. Passa tres temporades a l'equip valencià abans de retornar a Itàlia, a la Venezia.
Als inicis de la temporada 02/03 s'uneix al Sunderland AFC per 1,5 milions de lliures esterlines. Els eu club va perdre la categoria. A l'any següent, amb el Sunderland va ser tercer de la Division One i semifinalista de la FA Cup. Però, els seus serveis no van ser demanats per l'entrenador Mick McCarthy i va fitxar per un altre conjunt anglès, el Wolverhampton Wanderers FC. Es retiraria el 2005 després d'haver aparegut poc a causa de les lesions.

## Selecció
Björklund va ser internacional suec en 79 ocasions. Amb el combinat del seu país va participar en el Mundial de futbol de 1994, així com a les Eurocopes de 1992 i 2000.